# Fehérgyarmat
Fehérgyarmat è una città di 8.712 abitanti situata nella contea di Szabolcs-Szatmár-Bereg, nell'Ungheria nord-orientale.

## Amministrazione

### Gemellaggi
- Nisko, Polonia